# Helge Bofinger
Helge Bofinger (* 30. März 1940 in Stettin; † 7. Juni 2018 in Wiesbaden) war ein deutscher Architekt und Hochschullehrer.

## Leben und Werk
Bofinger und seine Familie gelangten als Heimatvertriebene nach Niedersachsen. Helge Bofinger studierte von 1960 bis 1968 an der Architekturabteilung der Technischen Hochschule Braunschweig Architektur und arbeitete von 1968 bis 1969 als wissenschaftlicher Mitarbeiter bei Zdenko Strižić.
1969 eröffnete Bofinger zusammen mit Margret Bofinger sein eigenes Büro Bofinger & Partner in Braunschweig. 1972 wurde er in den Bund Deutscher Architekten (BDA) berufen und war von 1973 bis 1979 Vorstandsmitglied der BDA-Kreisgruppe Braunschweig. 1974 gründete er ein weiteres Büro in Berlin, wo er auch Gründungsmitglied und Bundesvorsitzender des Arbeitskreises Architektur und Denkmalschutz im BDA wurde. 1975 verlagerte er, nicht zuletzt wegen seines von 1972 bis 1974 errichteten Hortenbaus und der gescheiterten Schlosspark-Utopien, das Braunschweiger Büro nach Wiesbaden.

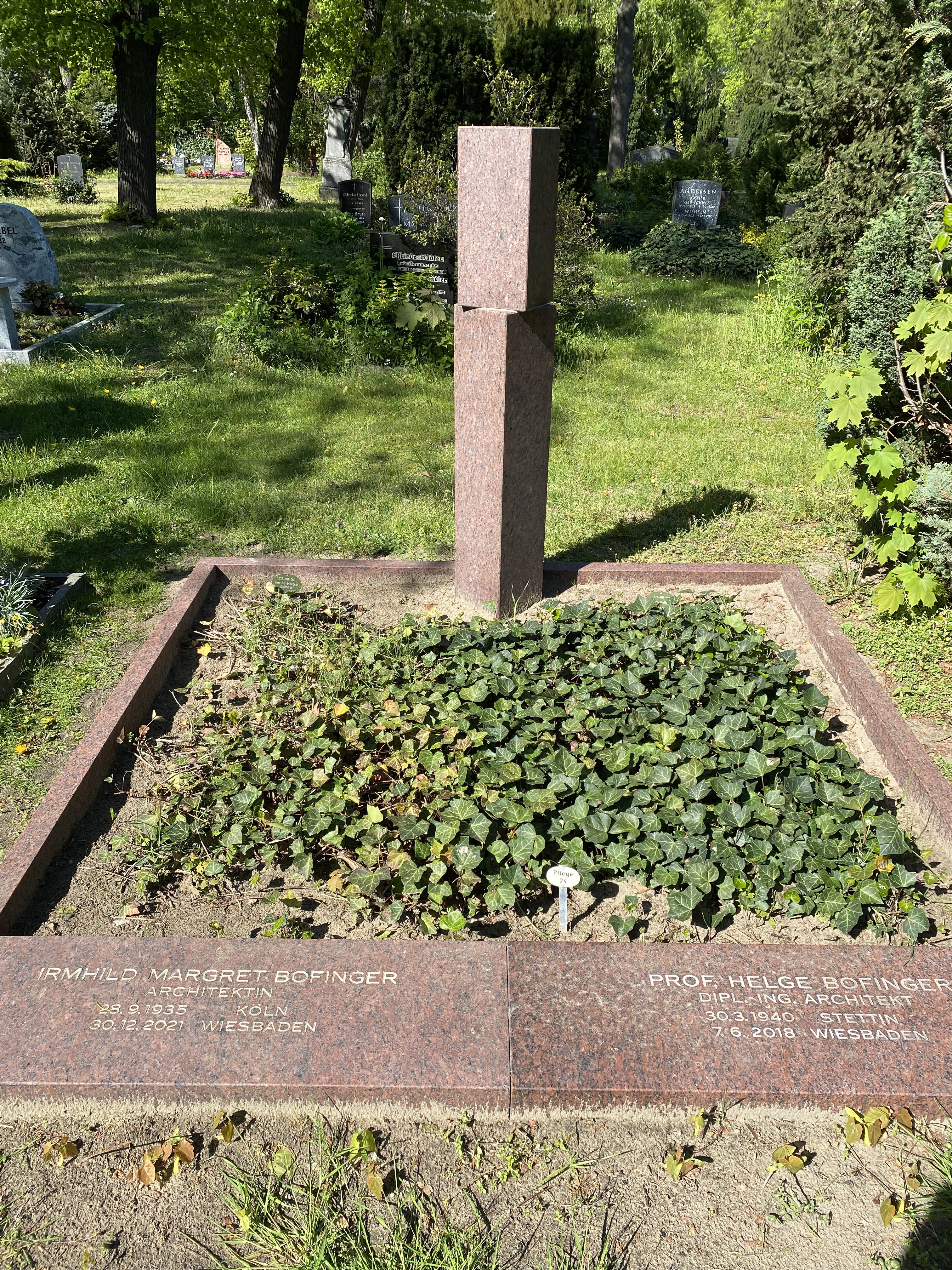
Grabstätte auf dem Friedhof I der Jerusalems- und Neuen Kirchengemeinde

Bofinger nahm an der Internationalen Bauausstellung 1987 in Berlin teil, sein eigentlicher Wettbewerbsentwurf für die südliche Blockspitze Stresemannstraße/Wilhelmstraße von 1981–1983 wurde allerdings nicht ausgeführt. Ein zweiter IBA-Entwurf von Bofinger an der Stresemannstraße wurde ausgeführt, das Gebäude entstand in Zusammenarbeit mit Olaf Gibbins, Jochen Bultmann und Partner. 1992, nach dem offiziellen Ende der IBA, beauftragte ihn die Sozialdemokratische Partei Deutschlands, seinen IBA-Entwurf für die südliche Blockspitze Stresemannstraße/Wilhelmstraße doch noch zu bauen, als Sitz der SPD-Parteizentrale, genannt Willy-Brandt-Haus.
Von 1979 bis 1981 hatte Bofinger die Lehrstuhlvertretung für Josef Paul Kleihues an der Universität Dortmund inne. 1986 wurde Bofinger Nachfolger von Harald Deilmann auf den Lehrstuhl für Entwerfen und Gebäudetheorie an der Universität Dortmund berufen. Lehraufträge und Gastprofessuren an der Universität Stuttgart, der Universität Hannover, der Technischen Hochschule Darmstadt, der Universität Venedig, der Universität von Amsterdam, Universidade de Brasília, Universidade de São Paulo, Pontifícia Universidade Católica do Paraná und der Universität in Rosario (Argentinien) sowie der Academie van Bouwkunst in Rotterdam folgten. 1985 erhielt Bofinger eine Honorarprofessur an der Universität von Buenos Aires und den Titel eines Professor h. c. der Georgischen Technischen Universität in Tiflis. Er war Professor der International Academy of Architecture (IAA) in Sofia, Bulgarien.
Er engagierte sich langjährig im Vorstand des Vereins der Freunde des Deutschen Architekturmuseums in Frankfurt am Main und war dessen Ehrenmitglied. Er war Mitglied des Landesdenkmalrats in Berlin.
Helge Bofinger wurde auf dem Friedhof I der Jerusalems- und Neuen Kirchengemeinde beigesetzt.

## Auszeichnungen
- 1979: Deubau-Sonderpreis (Ledenhof, Osnabrück)
- 1981: 1. Preis im Wettbewerb für die Internationale Bau-Ausstellung Berlin (Wilhelmstraße)
- 1983: Deutscher Architekturpreis, Anerkennung (Villa S. in Kronberg im Taunus)
- 1992: Deutscher Ingenieurbaupreis (Fernmeldeturm Dortmund-Scharnhorst)[7]
- 2002: Renault Traffic Design Award (ZOB- und Hbf-Vorplatz in Osnabrück)

## Bauten (Auswahl)

### Größere Planungen

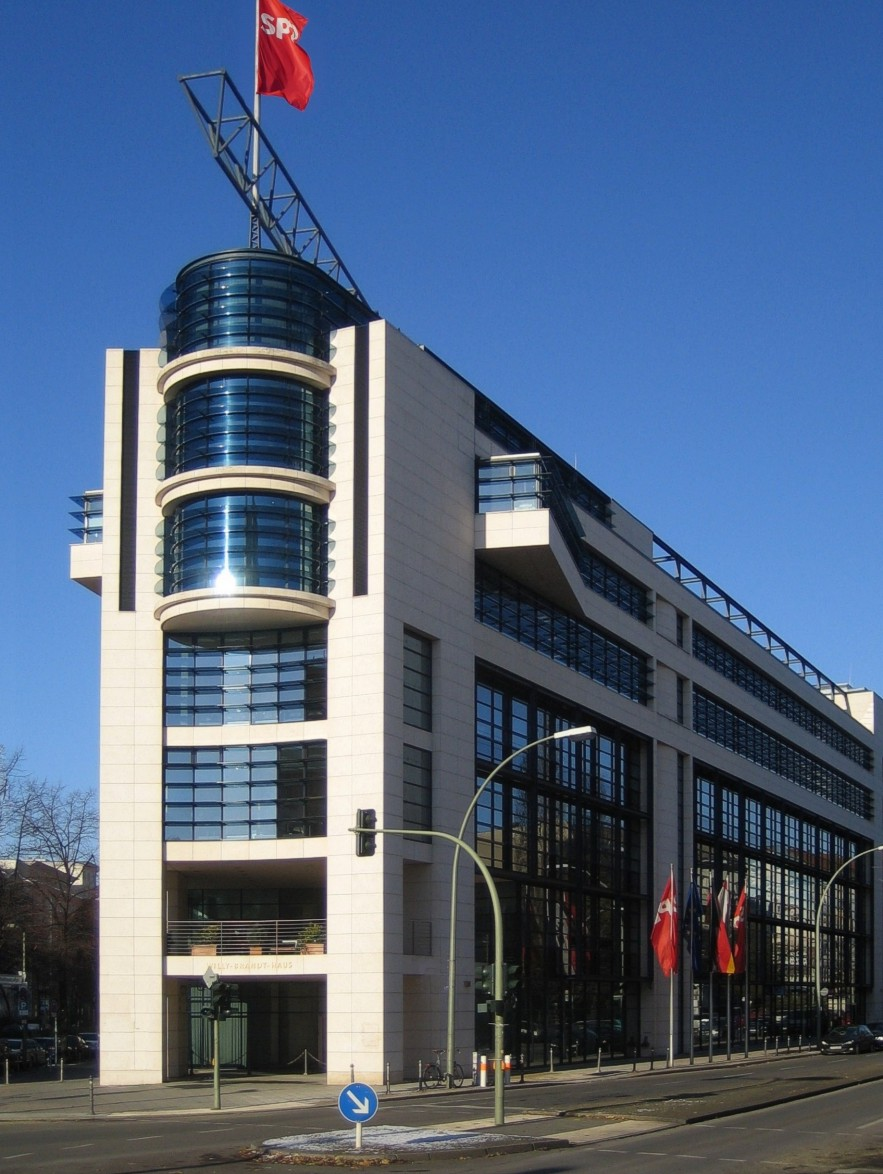
Willy-Brandt-Haus in Berlin

- 1974: Kaufhaus Horten in Braunschweig (mit Margret Bofinger, Heiko Vahjen und Cord Machens)
- 1977: Platz am Ledenhof, Osnabrück
- 1979: Carl-Friedrich-Gauß-Schule, Friedland-Groß Schneen
- 1984: Deutsches Filmmuseum in Frankfurt am Main
- 1988: Zentrum Sauerland in Wiesbaden
- 1988–1990: Wohn- und Geschäftshaus Stresemannstraße, Berlin-Kreuzberg, Teil der IBA 1987[8]
- 1992: Hostato-Schule, Frankfurt-Höchst
- 1993–1996: Willy-Brandt-Haus in Berlin, Sitz der Bundeszentrale der SPD[9]
- 1998: Rathaus-Carrée in Saarbrücken
- 2005: Haus der Wirtschaftsförderung / Saarländisches Wirtschaftsministerium in Saarbrücken

### Einzelhäuser
- 1981: Villa S., Kronberg/Taunus
- 1986: Haus Dr. K., Zweibrücken

## Schriften
- (mit Margaret Bofinger): Junge Architekten in Europa. 1983, ISBN 3-17-007713-9.
- (mit Margaret Bofinger, Heinrich Klotz, Jürgen Paul): Architektur in Deutschland. Bundesrepublik und West-Berlin. 1988, ISBN 3-17-007148-3.
- (mit Helmut Jacoby, Wolfgang Voigt): Helmut Jacoby. Meister der Architekturzeichnung. Wasmuth, Tübingen 2003, ISBN 3-8030-0612-0.

## Veröffentlichung
- Helge Bofinger: Prof. Dipl.-Ing. Helge Bofinger. In: Valentin Wehfritz (Hrsg.): Lebensläufe von eigener Hand. Biografisches Archiv Dortmunder Universitäts-Professoren und -Professorinnen. Nr. 11. Dortmund 2007, S. 3–28 (tu-dortmund.de [PDF; 1,4 MB; abgerufen am 13. Februar 2012]).